# Chiba Bank
Chiba Bank — японский банк, расположенный в городе Тиба на острове Хонсю. Деятельность в основном сосредоточена в префектуре Тиба.
Банк Тибы был создан в марте 1943 года объединением Chiba Godo Bank, Omigawa Agricultural and Commercial Bank и Kujuhachi Bank. В 1970 году акции банка были размещены на Токийской фондовой бирже.
На 31 марта 2020 года активы банка составляли 15,61 трлн иен ($143 млрд), из них 10,57 трлн пришлось на выданные кредиты, 1,93 трлн — на наличные и краткосрочные депозиты в банках, 2,12 трлн — на ценные бумаги; принятые депозиты составили 13,22 трлн иен. 7,17 трлн иен выданных кредитов приходится на префектуру Тиба, 4,84 трлн составили кредиты малому и среднему бизнесу, 3,63 трлн — ипотечные кредиты.